# لوس (فیلم)
لوس (انگلیسی: Luce) فیلمی در ژانر درام است که در سال ۲۰۱۹ منتشر شد. از بازیگران آن می‌توان به نائومی واتس، اکتاویا اسپنسر، تیم راث و نوربرت لئو بوتس اشاره کرد.